# Don Marshall (skådespelare)
Donald James "Don" Marshall, född 2 maj 1936 i San Diego, Kalifornien, död 30 oktober 2016 i Los Angeles, Kalifornien, var en amerikansk skådespelare. Marshall var känd för sin roll som Dan Erickson i TV-serien Land of the Giants.
Han var verksam som konsult, gällande frågor kopplat till hans yrke och rasfrågor, och han tilldelades utmärkelsen "Outstanding Achievement in his field as a Black Achiever in the United States". 
Marshall var tillsammans med Diahann Carroll 1969–1970. Han var tidigare gift med Diane Marshall. Han hade en dotter och en son.
Don Marshall avled, vid 80-års ålder, den 30 oktober 2016 på Cedars-Sinai Medical Center i Los Angeles. 

## Filmografi i urval
- 1963-1965 - The Alfred Hitchcock Hour (TV-serie)
- 1964 - Rawhide (TV-serie)
- 1964-1965 - Bob Hope Presents the Chrysler Theatre (TV-serie)
- 1966 - På farligt uppdrag (TV-serie)
- 1967 - Star Trek: The Original Series (TV-serie)
- 1967 - Brottsplats: San Francisco (TV-serie)
- 1967 - Dragnet (TV-serie)
- 1968 - I galgens skugga
- 1968-1970 - Julia (TV-serie)
- 1968-1970 - Land of the Giants (TV-serie)
- 1970 - Bewitched (TV-serie)
- 1971 - The Reluctant Heroes
- 1974-1975 - Police Story (TV-serie)
- 1976 - Good Times (TV-serie)
- 1976 - The Bionic Woman (TV-serie)
- 1976 - Rich Man, Poor Man Book II (miniserie)
- 1977 - The Hardy Boys/Nancy Drew Mysteries (TV-serie)
- 1978-1980 - Hulken (TV-serie)
- 1978 - Rescue from Gilligan's Island (TV-film)
- 1978 - Buck Rogers (TV-serie)
- 1981 - Lilla huset på prärien (TV-serie)
- 1984 - Capitol (TV-serie)
- 1984 - Finder of Lost Loves (TV-serie)
- 1992 - Highway Heartbreaker (TV-film)
- 2011 - Pioneers of Television